# 小林俊
小林 俊（こばやし しゅん、1984年10月2日 - ）は、日本の男性俳優、ファッションモデル。埼玉県大宮市（現：さいたま市）出身。

## 来歴・人物
- 身長181cm、体重66kg
- 趣味はサッカー、読書、映画鑑賞
- 10代の頃からファッションモデルとして雑誌『POPEYE』や『MEN'S NON-NO』などで活動。また小説家、桜井亜美の著作（撮影、蜷川実花）の表紙モデルを多数飾り、カリスマ的な人気を得る。
- 好きな俳優・女優はジョナサン・リース＝マイヤーズ、フランソワーズ・アルヌール。
- 好きな音楽はスピッツ、Suedeなど。（雑誌『CUTiE』でのインタビューより）
- かなりの読書家であり、好きな作家にレイモン・ラディゲ、イアン・マキューアン等を挙げている。

## 出演

### 映画
- MemoiR メモワール（2003年） - W主演、冴島治己 役：ヒロイン蒼井優
- MADE IN HEAVEN（2004年） - 主演、姫島風道 役
- 東京小説・乙桜学園祭〜人魚姫と王子（2007年） - 篠原 役
- END CALL（日米合作、2010年） - 堂島弘樹 役
- ヘルタースケルター（2012年7月14日） - 本人・小林俊 役[1]
- キッズ・リターン 再会の時（2013年10月12日）
- GODIVA Short Movie 2014 メサージュショコラ〜 大切なあの人に、スウィートなメッセージを〜（2014年1月8日〜2月14日）

### テレビドラマ
- 仮面ライダー555（2003年〜2004年1月） - 照夫の影 役
- 不機嫌なジーン（2005年1月〜3月、フジテレビ） - 佐々木京太 役
- エジソンの母（2008年1月〜3月、TBS） - 伊澤賢治 役
- 土曜ワイド劇場「再捜査刑事・片岡悠介2」（2011年、6月、テレビ朝日)- No.1ホスト 役
- 金曜プレステージ浅見光彦シリーズ44「砂冥宮」（2012年4月27日、フジテレビ） - 松原 役
- 宮部みゆき 4週連続 “極上”ミステリー 第2夜 スナーク狩り（2012年5月14日、TBS）
- ドクターX〜外科医・大門未知子〜（2012年10月〜12月、テレビ朝日） - 家村俊介 役
- 相棒 Season 11 第17話（2013年2月27日、テレビ朝日） - 都築修 役
- 京都地検の女 第9シリーズ 第1話（2013年7月18日、テレビ朝日） - 津村浩 役
- 孤独のグルメ Season3 第5話（2013年8月7日、テレビ東京） - キャラバンサライ店員 役
- Stories 〜あなたのライフを探す家〜（2019年10月、日本テレビ）

### 舞台
- FREE(S)プロデュース公演「SHINSENGUMI〜episode IKEDAYA〜」（2011年11月25日〜11月28日、恵比寿エコー劇場） - 山崎烝 役

## モデル
- fragile - 写真詩集(2002)
- 幻冬舎文庫、夏のイメージキャラクター(2003)
- HAKKA 2003秋冬イメージモデル(2003)

### 雑誌
- POPEYE
- MEN'S NON-NO
- smart
- VOGUE
- 装苑
- mini
- CUTiE
- GINZA

他、ファッション雑誌など掲載誌多数。

## PV
- ルルティア「トロイメライ」（主演、2003年）

## 受賞歴
- 日刊スポーツ、ドラマグランプリ新人賞2005年『不機嫌なジーン』